# Cercivento
Cercivento (friuli nyelven Çurçuvint) település Olaszországban, Friuli-Venezia Giulia régióban, Udine megyében. Lakosainak száma 635 fő (2023. január 1.). Cercivento Paluzza, Ravascletto és Sutrio községekkel határos.

## Népesség
A település népességének változása:
| Lakosok száma | 677  | 672  | 635  |
|               | 2017 | 2018 | 2023 |